# Derivada (exemples)
Vegeu derivada per informació més general.
La derivada és una funció matemàtica, més precisament una funció de funcions, ja que pren com a argument d'entrada una funció i retorna una altra funció, generalment diferent.

## Exemples a partir de la definició de derivada basada en un límit

### Funció constant
Sigui c un nombre real.
Es considera la funció constant f de valor c:
{\displaystyle \forall x\in \mathbb {R} ,\forall h\in \mathbb {R^{*}} ,{\frac {f(x+h)-f(x)}{h}}={\frac {c-c}{h}}=0}
per tant
{\displaystyle \forall x\in \mathbb {R} ,f'(x)=\lim _{h\rightarrow 0}{\frac {f(x+h)-f(x)}{h}}=0}.
Així la derivada d'una funció constant és la funció nul·la.

### Funció potència enèsima
Sigui la funció f:
{\displaystyle f(x)=x^{n}\,}
definida sobre {\displaystyle {I}\,}

{\displaystyle h\not =0}

{\displaystyle \forall a\in {I},\forall {(a+h)}\in {I}\,}
{\displaystyle t(h)={\frac {f(a+h)-f(a)}{h}}}
{\displaystyle t(h)={\frac {(a+h)^{n}-a^{n}}{h}}}
{\displaystyle t(h)={\frac {(a^{n}+na^{n-1}h+p_{3}a^{n-2}h^{2}+p_{4}a^{n-3}h^{3}...p_{n}ah^{n-1}+p_{n+1}h^{n})-a^{n}}{h}}}
On els coeficients {\displaystyle p_{i}} venen donats pel triangle de Tartaglia ({\displaystyle p_{1}=1} i {\displaystyle p_{2}=n}). Els {\displaystyle a^{n}} s'anul·len, i se simplifica per {\displaystyle h}.

{\displaystyle t(h)=na^{n-1}+p_{3}a^{n-2}h+p_{4}a^{n-3}h^{2}...p_{n}ah^{n-2}+p_{n+1}h^{n-1}\,}

Per tant: {\displaystyle f'(a)=\lim _{h\rightarrow 0}t(h)=na^{n-1}}

Nota: funciona per a tot n i permet trobar les derivades de les funcions inversa i arrel enèsima. Tanmateix si n < 2 llavors la funció no és derivable en 0.

### Funció quadrat
Es considera la funció f definida sobre {\displaystyle \mathbb {R} } per
{\displaystyle \forall x\in \mathbb {R} ,f(x)=x^{2}}
{\displaystyle \forall x\in \mathbb {R} ,\forall h\in \mathbb {R} ^{*},{\frac {f(x+h)-f(x)}{h}}={\frac {(x+h)^{2}-x^{2}}{h}}}
{\displaystyle ={\frac {(x+h-x)(x+h+x)}{h}}={\frac {h(2x+h)}{h}}=2x+h}
per tant
{\displaystyle f'(x)=\lim _{h\rightarrow 0}(2x+h)=2x}
la derivada de f és per tant la funció f' definida per
{\displaystyle \forall x\in \mathbb {R} ,f'(x)=2x}.

### Funció arrel
Es considera la funció f=√x
{\displaystyle \forall x\in \mathbb {R} _{+}^{*},\forall h\in \mathbb {R} ^{*},h>-x,\quad {\frac {f(x+h)-f(x)}{h}}={\frac {{\sqrt {x+h}}-{\sqrt {x}}}{h}}}
{\displaystyle ={\frac {({\sqrt {x+h}}-{\sqrt {x}})({\sqrt {x+h}}+{\sqrt {x}})}{h({\sqrt {x+h}}+{\sqrt {x}})}}}
{\displaystyle ={\frac {x+h-x}{h({\sqrt {x+h}}+{\sqrt {x}})}}={\frac {1}{{\sqrt {x+h}}+{\sqrt {x}}}}}
per tant
{\displaystyle \forall x\in \mathbb {R} _{+}^{*},f'(x)=\lim _{h\rightarrow 0}{\frac {1}{{\sqrt {x+h}}+{\sqrt {x}}}}={\frac {1}{2{\sqrt {x}}}}}
D'altra banda,
{\displaystyle \forall h\in \mathbb {R} _{+}^{*},{\frac {f(h)-f(0)}{h}}={\frac {\sqrt {h}}{h}}={\frac {1}{\sqrt {h}}}}
{\displaystyle \lim _{h\rightarrow 0}{\frac {f(h)-f(0)}{h}}=+\infty }
per tant f no és derivable en 0 i la seva gràfica admet en 0 una semi tangent vertical.

## Exemples a partir de les fórmules de derivació
Heus aquí una sèrie d'exemples de derivades calculades a partir de les fórmules establertes pel mètode amb el límit.

### Segon grau
Es consideren les funcions següents i tot seguit es presenta el procés de càlcul de les seves derivades:
1. {\displaystyle y=x^{2}+5x-3\,}
2. {\displaystyle y=3x^{2}-9x+{\frac {2}{3}}\,}
3. {\displaystyle y=-4x^{2}+{\frac {4}{7}}x-1\,}
Derivació:
1. {\displaystyle y=x^{2}+5x-3\,}
{\displaystyle y'=(x^{2})'+(5x)'-(3)'\,}
{\displaystyle y'=2x+5+0\,}
{\displaystyle y'=2x+5\,}
2. {\displaystyle y=3x^{2}-9x+{\frac {2}{3}}\,}
{\displaystyle y'=(3x^{2})'-(9x)'+({\frac {2}{3}})'\,}
{\displaystyle y'=6x-9+0\,}
{\displaystyle y'=6x-9\,}
3. {\displaystyle y=-4x^{2}+{\frac {4}{7}}x-1\,}
{\displaystyle y'=(-4x^{2})'+({\frac {4}{7}}x)'-(1)'\,}
{\displaystyle y'=-8x+{\frac {4}{7}}-0\,}
{\displaystyle y'=-8x+{\frac {4}{7}}\,}

### Tercer grau
Es consideren les funcions següents i tot seguit es presenta el procés de càlcul de les seves derivades:
1. {\displaystyle y=2x^{3}+6x^{2}-4x+{\frac {9}{\pi }}\,}
2. {\displaystyle y=-x^{3}-5x^{2}+{\frac {2}{3}}x-1\,}
3. {\displaystyle y={\frac {5}{17}}x^{3}+x^{2}-2x+e\,}
Derivades:
1. {\displaystyle y=2x^{3}+6x^{2}-4x+{\frac {9}{\pi }}\,}
{\displaystyle y'=(2x^{3})'+(6x^{2})'-(4x)'+\left({\frac {9}{\pi }}\right)'\,}
{\displaystyle y'=6x^{2}+12x-4+0\,}
{\displaystyle y'=2(3x^{2}+6x-2)\,}
2. {\displaystyle y=-x^{3}-5x^{2}+{\frac {2}{3}}x-1\,}
{\displaystyle y'=-(x^{3})'-(5x^{2})'+\left({\frac {2}{3}}x\right)'-(1)'\,}
{\displaystyle y'=-3x^{2}-10x+{\frac {2}{3}}-0\,}
{\displaystyle y'=-3x^{2}-10x+{\frac {2}{3}}\,}
3. {\displaystyle y={\frac {5}{17}}x^{3}+x^{2}-2x+e\,}
{\displaystyle y'=\left({\frac {5}{17}}x^{3}\right)'+(x^{2})'-(2x)'+(e)'\,}
{\displaystyle y'={\frac {5\times 3x^{2}}{17}}+2x-2+0\,}
{\displaystyle y'={\frac {15x^{2}}{17}}+2x-2\,}

### Funció potència real
Sia la funció y :
{\displaystyle y(x)=ax^{b}\qquad a\not =0,b\in \mathbb {R} }
Llavors, la derivada n-èsima de y ve donada, sobre intervals convenients, per :
{\displaystyle \forall n\in \mathbb {N} ^{*}\qquad :\qquad y^{(n)}(x)=a\prod _{k=0}^{n-1}(b-k)\cdot x^{b-n}}